# Sac de café

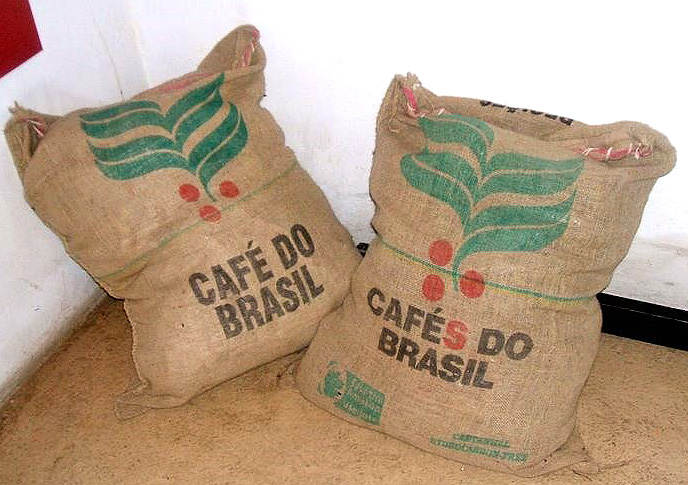
Deux sacs de café du Brésil.

Le sac de café pour le transport et le stockage de cette marchandise est traditionnellement fabriqué en toile de jute et a une contenance de 60 kg. D'origine brésilienne, ce format de sac est devenu l'unité de mesure internationale dans le commerce du café. Par exemple, la FAO publie ses statistiques sur la production de café dans cette unité.
Les fibres de jute sont traitées avec une huile minérale (autrefois de l'huile de baleine) pour être plus facilement filables, ce qui soulevait la question de la contamination du café transporté par cet hydrocarbure, mais cette pollution a été étudiée et semble infime.
Généralement décorés, ces sacs une fois utilisés peuvent être recyclés ou surcyclés en objets décoratifs ou dans l'habillement. Néanmoins ce symbole du commerce du café tend à se raréfier, le Brésil en particulier ayant de plus en plus recours à l'exportation du café dans d'immenses sacs de polypropylène ou de polyéthylène.